# Lekhotla la Bafo
Lekhotla la Bafo (Sesotho; deutsch etwa: „Rat der einfachen Leute“) war eine politische Gruppierung in Basutoland. Sie wurde 1919 gegründet und war der Vorläufer der ersten Partei Basutolands, des Basutoland African Congress (BAC, später BCP).

## Geschichte
Lekhotla la Bafo wurde am 27. September 1919 von Josiel Lefela (1885–1965) in seinem Heimatort Mapoteng im Berea-Distrikt gegründet. Lefela war seit 1916 Mitglied des Basutoland National Council (BNC) und hatte vor Gründung des Lekhotla la Bafo vergeblich versucht, die Einrichtung einer Kammer zu erreichen, die dem britischen Unterhaus entsprach. Eine andere Initiative Lefelas betraf die Unterstützung für Basotho, die in den Bergwerken Südafrikas verunglückt waren. Die Kolonialverwaltung lehnte seine Vorschläge jedoch ab.
Sekretär des Lekhatlo la Bafo wurde Lefelas jüngerer Bruder Maphutseng Lefela. Erster Präsident wurde Eleazar Lerata Masopha, ein Sohn des morena Masopha und damit Enkel des Gründervaters der Basotho-Nation, Moshoeshoes I. Er war bis 1930 im Amt. Am 1. November 1920 wurde Lefela durch die britische Kolonialverwaltung aus dem BNC ausgeschlossen.
Der Lekhotla la Bafo wurde von den meisten barena abgelehnt. Trotzdem galt das Hauptaugenmerk des Lekhotla la Bafo den Kolonialbehörden und den Missionaren der großen Kirchen, während Moshoeshoe I. als Vorbild gesehen wurde. Zu seinen Ehren veranstaltete der Lekhotla la Bafo an jedem 12. März, dem damaligen Moshoeshoe’s Day, ein Treffen auf dem Plateau von Thaba Bosiu, das einst Moshoeshoes Regierungssitz gewesen war. Der mögliche Anschluss Basutolands an die Südafrikanische Union wurde bekämpft; die Erziehung in den christlichen Schulen nach westlichen Werten wurde abgelehnt.  Lekhatlo la Bafo ermutigte die Bevölkerung, keine westlichen Waren zu kaufen, und arbeitete mit einigen kleinen, unabhängigen Kirchen zusammen. Lekhotla la Bafo setzte sich 1927 für die Freilassung des Jamaikaners Marcus Garvey ein, einer schwarzen Symbolfigur. Lekhotla la Bafo unterhielt gute Beziehungen mit der südafrikanischen Gewerkschaft Industrial and Commercial Workers Union (ICU) und der Communist Party of South Africa (CPSA). Die Kolonialverwaltung untersagte jedoch Vertretern dieser Gruppierungen, nach Basutoland zu kommen. 1930 wurde Libenyane Jobo Präsident des Lekhotla la Bafo, ein weiterer Nachkomme Moshoeshoes I. Der Lekhotla la Bafo wurde faktisch jedoch weiter von Lefela geführt. Die Mitgliederzahl betrug maximal einige Tausend.
1942 appellierte Lekhotla la Bafo an die Basotho, nicht an dem „weißen“ Krieg – dem Zweiten Weltkrieg – teilzunehmen. Lefela wurde in der Folge wegen Anstiftung bis Ende 1943 inhaftiert.  Die Arbeit des Lekhotla la Bafo war bis 1946 gebannt, bis Lefela drohte, den Bann vor die Vereinten Nationen zu bringen. Lefela wurde 1946 als Abgeordneter des Berea-Distrikts in den BNC gewählt. 1947 wurden Lefela und weitere Mitglieder des Lekhotla la Bafo wegen Brandstiftung mit Todesfolge angeklagt, fast alle Angeklagten einschließlich Lefela wurden aber freigesprochen. Im Juni 1955 wurde Lefela wegen Landesverrats angeklagt und bis März 1956 inhaftiert.
Bei einer Demonstration 1957 in Thaba Bosiu übergab der Lekhotla la Bafo symbolisch eine Fackel an Vertreter der Basutoland Congress Party, deren Vorsitzender Ntsu Mokhehle zuvor Mitglied des Lekhotla la Bafo gewesen war. Der Lekhotla la Bafo existierte noch bis mindestens 1965, nahm aber nicht an den Parlamentswahlen teil und verlor rasch an Bedeutung.